# Јанко Лесковар
Јанко Лесковар (Валентиново крај Преграде, 12. децембар 1861 — Валентиново, 4. фебруар 1949) био је хрватски учитељ и књижевник.
По завршетку учитељске школе у Загребу 1884. године, службовао је као учитељ у многим мјестима. У књижевности се јавио као тридесетогодишњак својом новелом Мисао на вјечност која је објављена у Вијенцу 1891.
У свом десетогодишњем књижевном стваралаштву Лесковар је био заокупљен психолошком анализом ликова наглашено незаинтересованих или неспособних за животну борбу. Његови јунаци постају жртве властитих фикција, као људи контемплације који живот мотре са стране умјесто да у њему дјелују.
Године 1914. се пензионисао и остатак живота провео у родном месту бавећи се економијом.

## Одабрана дјела
Извор:
- романи:
  - „Пропали двори“
  - „Сјене љубави“
- приповијетке:
  - „Катастрофа“
  - „Послије несреће“
  - „Изгубљени син“